# Misty (brano musicale)
Misty è uno standard della musica jazz scritto nel 1954 dal pianista Erroll Garner e pubblicato nello stesso anno  nell'album Contrasts con il testo di Johnny Burke.
Misty, originariamente concepito come brano strumentale nel tradizionale formato di 32 battute, è divenuto in seguito una canzone grazie al testo scritto da Johnny Burke. In questa veste è stata il cavallo di battaglia di Johnny Mathis, raggiungendo la 12ª posizione nella classifica dei singoli più popolari negli Stati Uniti nel 1959.
Ne sono state interpretate numerose cover, delle quali le più notevoli sono probabilmente quelle di Ella Fitzgerald, Sarah Vaughan (1959), Billy Eckstine (1960), registrata dal vivo a Las Vegas (album: "No cover, no Minimum"), accompagnato da un ottetto guidato da Bobby Tacker; Frank Sinatra e Earl Grant (1961), Lloyd Price (1963), Johnny Hartman (1965) e, restando in ambito jazzistico, Carmen McRae (1990), all'indomani della scomparsa di Sarah Vaughan (album: "Dedicated to Sarah"), accompagnata dal Trio della pianista e cantante Shirley Horne.
Da segnalare anche la "lettura" di Ray Stevens (1975) in una versione country. Oltre a queste, ne esistono anche una versione registrata da Julie London ed una strumentale degli Shadows.
Nel 1967, il gruppo britannico PEDDLERS ha inserito una personale versione del brano nel bellissimo long playing "The Peddlers live at the Pickwick" uscito su etichetta Philips.
Nel 1991, la versione di Erroll Garner della canzone è entrata a far parte della Grammy Hall of Fame, seguita nel 2002 dalla versione (1959) di Johnny Mathis. La versione country realizzata nel 1975 da Ray Stevens è stata premiata con un Grammy per la categoria "Miglior arrangiamento dell'anno".
Il brano è stato inciso anche dalla cantante italiana Mina, per l'album del 1983 Mina 25.
Nel 1993 ne sono apparse due cover, una ad opera del chitarrista Larry Coryell per il suo album Fallen Angel e una del sassofonista Dave Koz per il suo album Lucky Man.
Clay Aiken ha registrato la canzone nel 2010 per il suo album Tried and True.
Nel 2017 Linanthem ha ripreso in chiave moderna la melodia nel brano lo-fi/hip hop Flowers for you (dall'EP Meditation).